# Desperados (film)
Pour plus de détails, voir Fiche technique et Distribution.
Desperados est un film américain réalisé par LP, sorti en 2020.

## Fiche technique
- Titre : Desperados
- Réalisation : LP
- Scénario : Ellen Rapoport
- Musique : Mateo Messina
- Pays d'origine : États-Unis
- Genre : comédie
- Date de sortie : 2020

## Distribution
- Nasim Pedrad (VF : Marie Bouvet) : Wesley Darya
- Anna Camp (VF : Véronique Desmadryl) : Brooke Barnes
- Sarah Burns (VF : Fily Keita) : Kaylie
- Robbie Amell (VF : Anatole de Bodinat) : Jared Sterling
- Lamorne Morris (VF : Diouc Koma) : Sean McGuire
- Jessica Chaffin (en) (VF : Céline Duhamel) : Debbie
- Toby Grey (VF : Cécile Gatto) : Nolan
- Mo Gaffney (en) (VF : Josiane Pinson) : la principale Judy
- Izzy Diaz : Quintano
- Heather Graham (VF : Léa Gabriele) : Angel de la Paz
- Rodrigo Franco (VF : Julien Kramer) : Ramón
- Jessica Lowe : Helen
- Mike Mitchell (en) : Belle barbe

 Source et légende : version française (VF) sur RS Doublage